# ويسترفيل (أوهايو)
ويستيرفيل (بالإنجليزية: Westerville)‏ هي مدينة أمريكية تقع في ولاية أوهايو. تبلغ مساحة هذه المدينة 32.1 (كم²)،ويبلغ عدد سكانها 35318 نسمة حسب إحصاء سنة 2010 م 35318.

## التركيبة السكانية
قام مكتب تعداد الولايات المتحدة بتحديد بيانات التركيبة السكانية لويستيرفيل في تعداد الولايات المتحدة. في ما يلي، التركيبة السكانية حسب تعدادي 2000 و2010.

### تعداد عام 2000
بلغ عدد سكان ويستيرفيل 35,318 نسمة بحسب تعداد عام 2000، وبلغ عدد الأسر 12,663 أسرة وعدد العائلات 9,547 عائلة مقيمة في المدينة.
وتوزع التركيب العرقي للمدينة بنسبة 93.54% من البيض و 0.13% من الأمريكيين الأصليين و 1.55% من الأمريكيين ذوي الأصول الآسيوية و 0.03% من سكان جزر المحيط الهادئ و 3.20% من الأمريكيين الأفارقة و 1.19% من عرقين مختلطين أو أكثر.
```
وبلغت نسبة 
الأزواج
 القاطنين مع بعضهم البعض 64.8% من أصل المجموع الكلي للأسر، ونسبة 8.3% من الأسر كان لديها معيلات من الإناث دون وجود شريك، وكانت نسبة 24.6% من غير العائلات. تألفت نسبة 20.9% من أصل جميع الأسر من أفراد ونسبة 8.0% كانوا يعيش معهم شخص وحيد يبلغ من العمر 65 عاماً فما فوق. وبلغ متوسط حجم الأسرة المعيشية 3.11، أما متوسط حجم العائلات فبلغ 2.67.
```

بلغ العمر الوسطي للسكان 38 عاماً. وكانت نسبة 26.9% من القاطنين تحت سن الثامنة عشر، وكانت نسبة 9.1% بين الثامنة عشر والأربعة وعشرون عاماً، ونسبة 27.1% كانت واقعةً في الفئة العمرية ما بين الخامسة والعشرون حتى والأربعة وأربعون عاماً، ونسبة 26.5% كانت ما بين الخامسة والأربعون حتى الرابعة والستون، ونسبة 10.4% كانت ضمن فئة الخامسة والستون عاماً فما فوق. يوجد لكل 100 أنثى 90.3 ذكر، ويوجد لكل 100 أنثى في الثامنة عشر من عمرها فما فوق 84.9 ذكر.
وكان متوسط دخل الذكور 55,053 دولار مقابل 36,510 دولار للإناث. وسجل دخل الفرد الخاص بالمدينة 29,401 دولار. وكانت نسبة 2.5% من العائلات ونسبة 3.5% من السكان تحت خط الفقر،

### تعداد عام 2010
بلغ عدد سكان ويستيرفيل 36,120 نسمة بحسب تعداد عام 2010، وبلغ عدد الأسر 13,859 أسرة وعدد العائلات 9,800 عائلة مقيمة في المدينة. في حين سجلت الكثافة السكانية 2,896.6 نسمة لكل ميل مربع (1,118.4/كم2). وبلغ عدد الوحدات السكنية 14,467 وحدة بمتوسط كثافة قدره 1,160.1 لكل ميل مربع (447.9/كم2).
وتوزع التركيب العرقي للمدينة بنسبة 88.6% من البيض و 0.2% من الأمريكيين الأصليين و 2.3% من الأمريكيين ذوي الأصول الآسيوية و 6.4% من الأمريكيين الأفارقة و 2.1% من عرقين مختلطين أو أكثر.
```
وبلغت نسبة 
الأزواج
 القاطنين مع بعضهم البعض 58.7% من أصل المجموع الكلي للأسر، ونسبة 9.1% من الأسر كان لديها معيلات من الإناث دون وجود شريك، بينما كانت نسبة 2.9% من الأسر لديها معيلون من الذكور دون وجود شريكة وكانت نسبة 29.3% من غير العائلات. تألفت نسبة 24.4% من أصل جميع الأسر من أفراد ونسبة 10.6% كانوا يعيش معهم شخص وحيد يبلغ من العمر 65 عاماً فما فوق. وبلغ متوسط حجم الأسرة المعيشية 2.96، أما متوسط حجم العائلات فبلغ 2.48.
```

بلغ العمر الوسطي للسكان 41.2 عاماً. وكانت نسبة 22.4% من القاطنين تحت سن الثامنة عشر، وكانت نسبة 10.1% بين الثامنة عشر والأربعة وعشرون عاماً، ونسبة 22.2% كانت واقعةً في الفئة العمرية ما بين الخامسة والعشرون حتى والأربعة وأربعون عاماً، ونسبة 31.1% كانت ما بين الخامسة والأربعون حتى الرابعة والستون، ونسبة 14.3% كانت ضمن فئة الخامسة والستون عاماً فما فوق. وتوزع التركيب الجنسي للسكان بنسبة 47.0% ذكور و53.0% إناث.